# 安蒂果庫斯卡特蘭

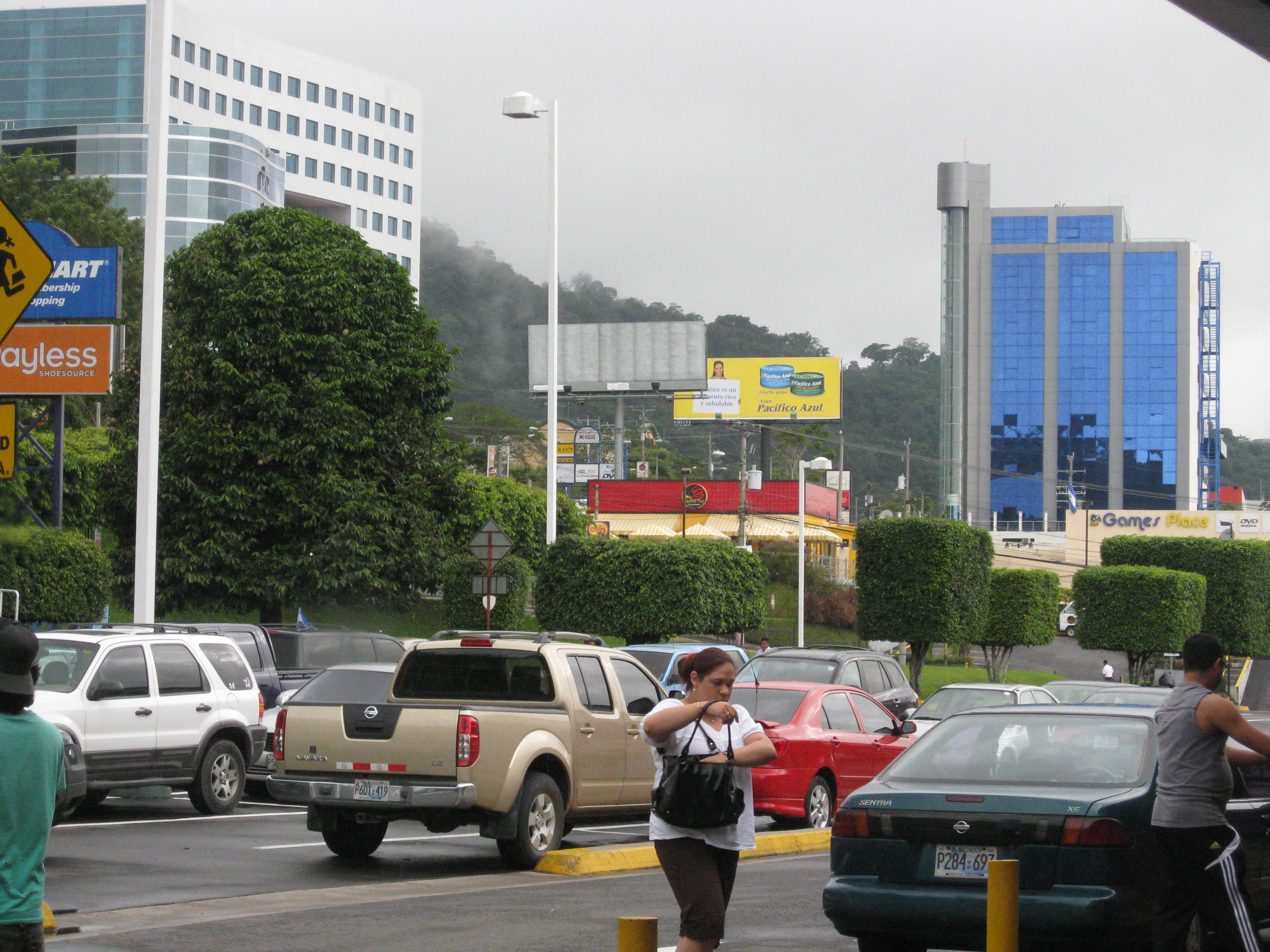

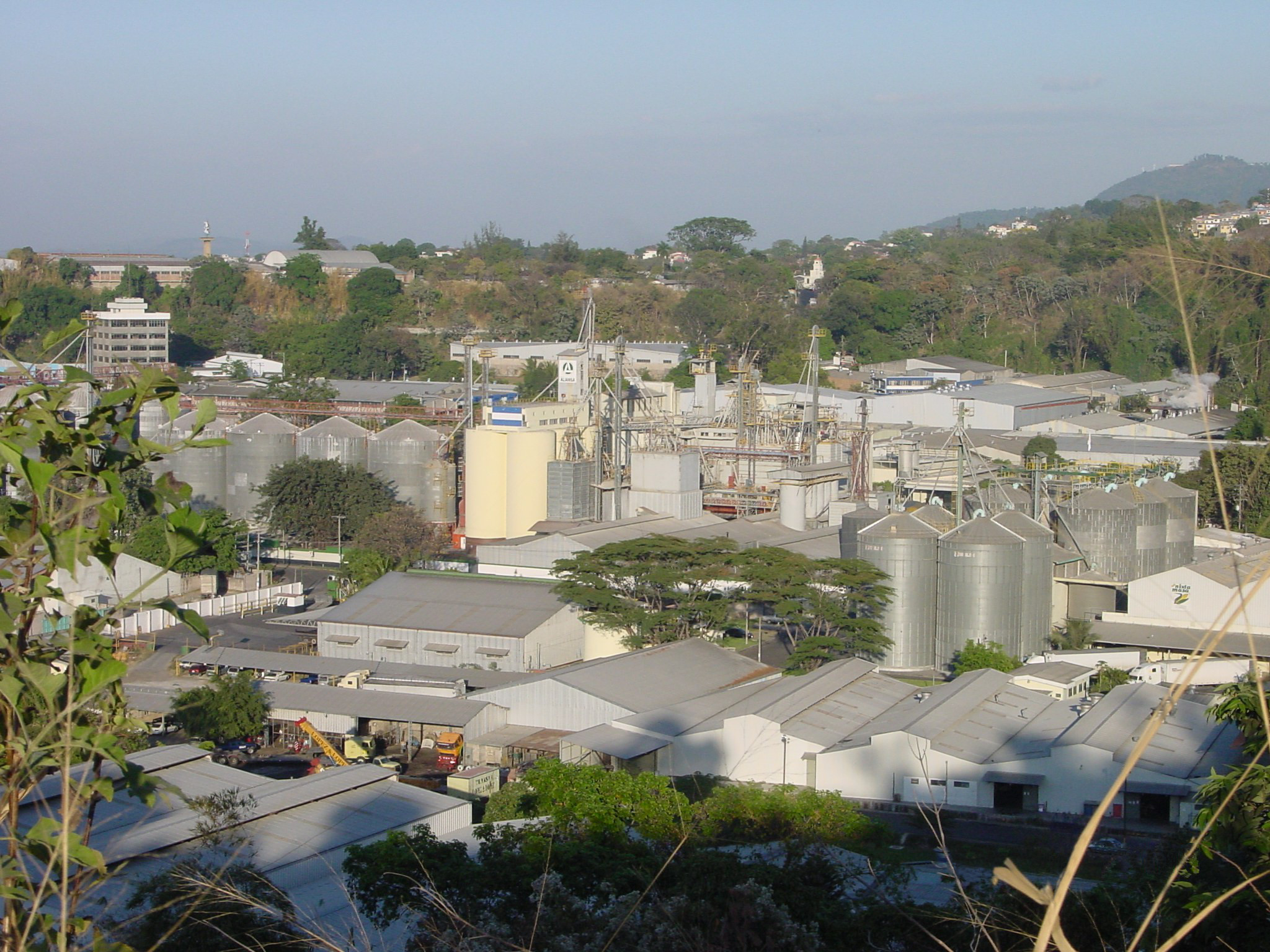

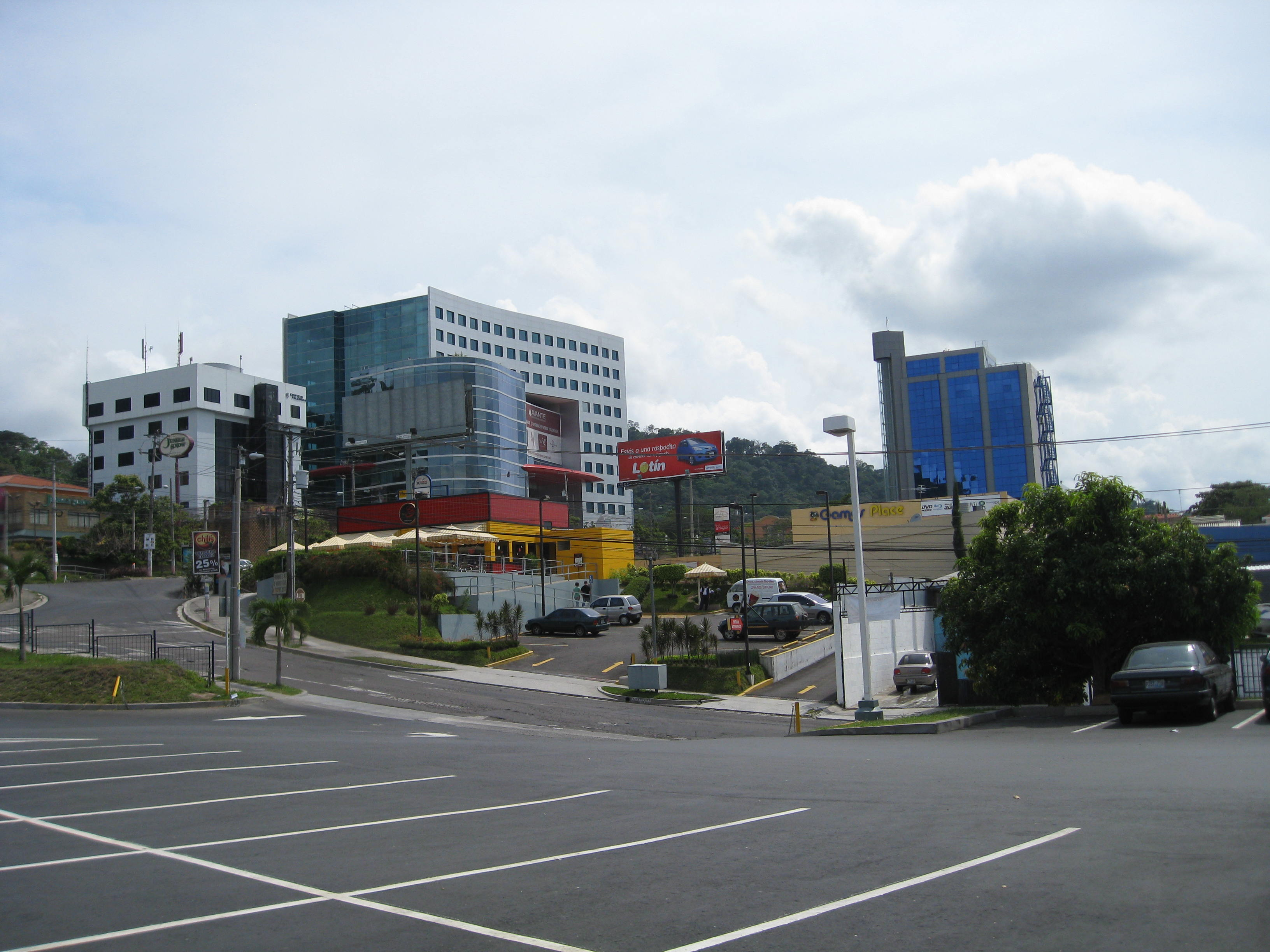

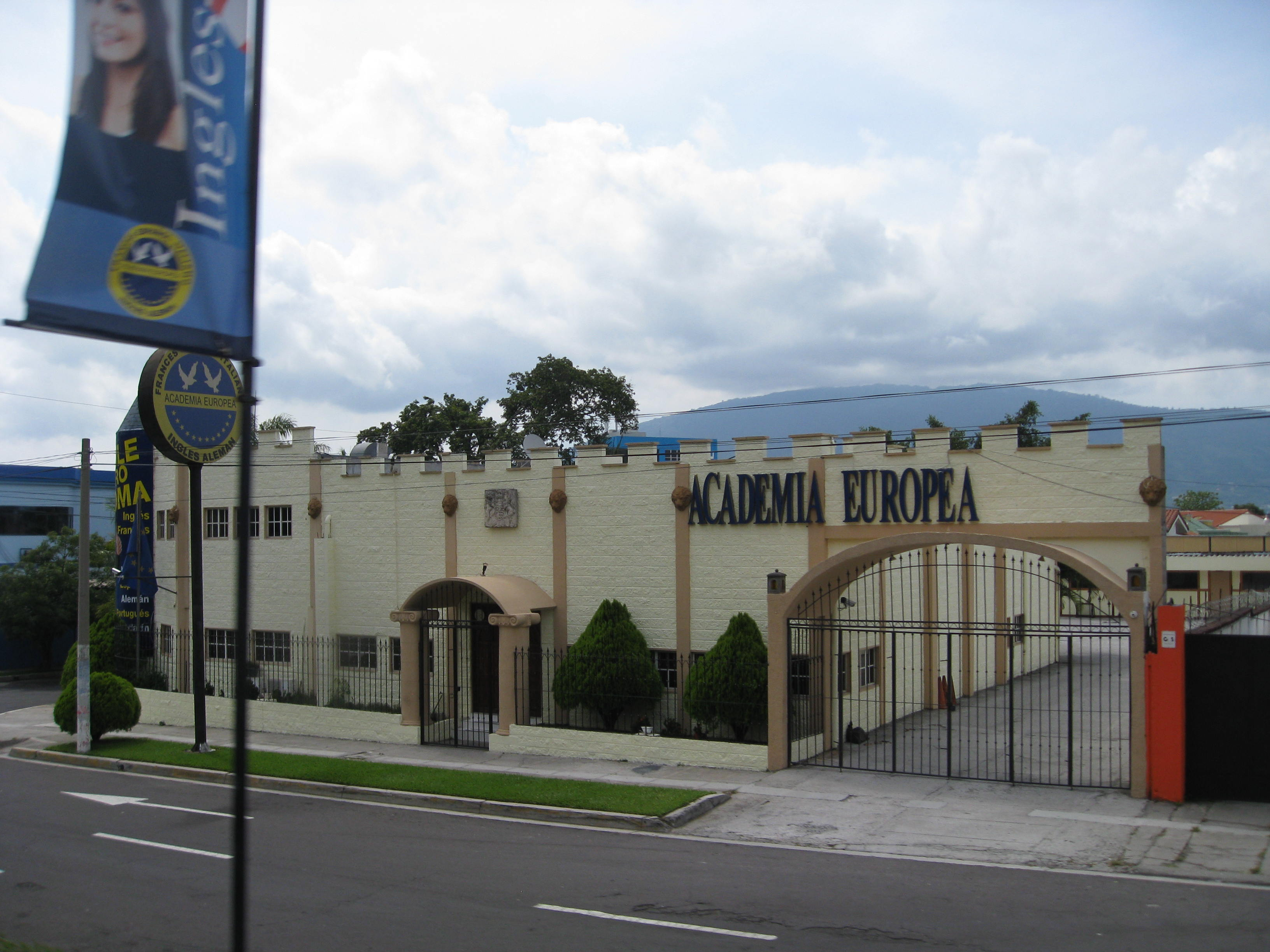

安蒂果庫斯卡特蘭（西班牙語：Antiguo Cuscatlán），是薩爾瓦多的城鎮，位於該國中西部，由拉利伯塔德省負責管轄，面積19.41平方公里，海拔高度849米，2010年人口48,027，人口密度每平方公里2,500人。
13°40′23″N 89°14′26″W / 13.67306°N 89.24056°W